# Chalenata ustatina
Chalenata ustatina är en fjärilsart som beskrevs av Dyar 1914. Chalenata ustatina ingår i släktet Chalenata och familjen nattflyn. Inga underarter finns listade i Catalogue of Life.